# Sixten Wackström
Sixten Konstantin Wackström, född 2 augusti 1960 i Borgå, är en finländsk tävlingscyklist. Han är son till Ole Wackström och bror till Patrick Wackström.
Wackström deltog i OS i Moskva 1980, där han var 7:e i lag, 11:e på 4 km förföljelselopp (4.50,17, finländskt rekord). Vid OS i Los Angeles 1984 var han 13:e i lag. Han deltog i sex VM, som bäst 11:e i lag 1983. I VM i klass H-35 vann han två guld och sex silver 1995–1998. Han segrade i NM individuellt 1980, brons i lag, guld i 4 kilometer förföljeselopp och lag 1984. Sammanlagt deltog han i åtta nordiska mästerskap. På FM-nivå vann han 10 individuella och 5 lagguld i Borgå Akilles lag, som junior 12 guld; guld i H-35 1995–1998. Han tilldelades 1980 Sport-Pressens guldmedalj.